# Łapiany
Łapiany (biał. Лапяны; ros. Лапяны) – wieś na Białorusi, w obwodzie witebskim, w rejonie brasławskim, w sielsowiecie Słobódka.

## Historia
W czasach zaborów w gminie Brasław, w powiecie nowoaleksandrowskim, w guberni wileńskiej Imperium Rosyjskiego.
W dwudziestoleciu międzywojennym wieś leżała w Polsce, w województwie nowogródzkim (od 1926 w województwie wileńskim), w powiecie brasławskim), w gminie Brasław a następnie w gminie Słobódka.
Według Powszechnego Spisu Ludności z 1921 roku zamieszkiwało wieś 123 osoby, 99 było wyznania rzymskokatolickiego, 16 prawosławnego a 8 staroobrzędowego. Jednocześnie 4 mieszkańców zadeklarowało polską przynależność narodową, 111 białoruską a 8 inną. Było tu 18 budynków mieszkalnych. W 1931 w 26 domach zamieszkiwały 134 osoby.
Miejscowość należała do parafii rzymskokatolickiej w Ikaźni. Podlegała pod Sąd Grodzki w Brasławiu i Okręgowy w Wilnie; właściwy urząd pocztowy mieścił się w Ikaźni.